# Howells (Nebraska)
Pour les articles homonymes, voir Howells.
Howells est un village du comté de Colfax, dans l'État du Nebraska, aux États-Unis. En 2020, il comptait une population de 561 habitants.